# Pyridiniumdichromaat
Pyridiniumdichromaat (meestal afgekort tot PDC), soms aangeduid als het Cornforth-reagens (genoemd naar de Australische scheikundige John Cornforth), is een organische verbinding met als brutoformule C10H12N2Cr2O7. De stof komt voor als een oranje tot bruin kristallijn poeder, dat oplosbaar is in water.

## Synthese
Pyridiniumdichromaat kan bereid worden door reactie van chroom(IV)oxide met pyridine in een waterige oplossing. De reactie kan een ontploffing veroorzaken wanneer zuiver pyridine aan vast chroom(IV)oxide wordt toegevoegd, dus daarom wordt gewerkt in waterige oplossing en bij ongeveer 0°C. Daarna kunnen de kristallen uit de oplossing gefilterd worden.

## Eigenschappen
Pyridiniumdichromaat is een kristallijn poeder dat niet hygroscopisch is en stabiel is in de lucht. Het is oplosbaar in de gebruikelijke organische oplosmiddelen, zoals dimethylformamide en dimethylsulfoxide. Het is slecht oplosbaar in aceton en dichloormethaan. In deze laatste wordt een suspensie gevormd.

## Toepassingen
Pyridiniumdichromaat is een sterke oxidator en kan primaire en secundaire alcoholen oxideren tot respectievelijk aldehyden en ketonen. Omdat door aanwezigheid van het pyridinium-ion de verbinding licht zuur is, kunnen primaire alcoholen soms verder worden geoxideerd tot carbonzuren. Allylische en benzylische primaire alcoholen kunnen niet geoxideerd worden. Daarvoor wordt geactiveerd mangaan(IV)oxide aangewend.

## Toxicologie en veiligheid
Pyridiniumdichromaat bevat zeswaardig chroom en wordt daardoor verdacht carcinogeen te zijn. Daarom worden vaak alternatieve methoden ingeschakeld om oxidaties te verrichten:
- Oxidaties gebaseerd op DMSO: de Swern-oxidatie en de Pfitzner-Moffatt-oxidatie
- Oxidaties gebaseerd op hypervalente joodverbindingen, zoals Dess-Martin-perjodinaan of jodosobenzeen

Daarnaast is de verbinding ontvlambaar en corrosief.